# Jamey Farrell
Jamey Farrell es un personaje de ficción interpretado por Karina Arroyave en la serie de televisión "24".
Aparece en la primera temporada como un miembro de CTU, pero luego se descubre que trabajaba para los terroristas.

## Jamey Farrell en 24
En el episodio 7, se descubre que Jamey trabaja para Ira Gaines en el momento en el que Teri llama a CTU después de haber dejado inconsciente al falso Alan York, y ésta envía a tres hombres de Gaines como agentes de CTU, que secuesran a Teri y la llevan con su hija.
En el episodio 8, Gaines le pide a Jamey que invente una coartada para Nina, que ha muerto; sin embargo, Nina, que llevaba un chaleco antibalas, contacta con Tony Almeida y le pide que hable con Jamey.
Ésta le dice a Tony que Nina está en División, descubriendo Nina y Tony al topo.
En el episodio 10, Nina y Tony retienen a Jamey, quién confiesa haberlo hecho por dinero, éstos hacen que su hijo vaya a CTU para que vea a su madre esposada, y muere en este episodio cuando Nina y Tony descubren que se ha suicidado.
En el último episodio, Jack se da cuenta de que el archivo que debió grabar la muerte de Jamey no está, pide la copia de seguridad y descubre, a la vez que George Mason, que fue Nina quién asesinó a Jamey y borró el archivo.
- Datos: Q9010739